# Bahía de Parita
La bahía de Parita o golfo de Parita es un golfo interior o entrante localizado en el extremo occidental del golfo de Panamá, entre la desembocadura del río La Villa y la desembocadura del río Grande. Comprende parte del litoral de las provincias de Coclé y Herrera, en el centro de Panamá. En sus aguas también desembocan a los ríos Santa María y Parita.